# Aulnay, Vienne

Aulnay este o comună în departamentul Vienne, Franța. În 2009 avea o populație de 106 de locuitori.